# Goldschau (Nobitz)
Goldschau ist ein Ortsteil der Gemeinde Nobitz im Landkreis Altenburger Land in Thüringen.

## Lage
In der Nähe der Bundesstraße 93 und südöstlich von Saara befindet sich Goldschau am Rande einer Quellmulde in einer Höhe von 245 bis 266 Meter über NN. Mit dieser Höhe ist Goldschau der höchstgelegene Ortsteil des Altenburger Lands.

## Geschichte
Am 24. November 1158 wurde Goldschau erstmals urkundlich erwähnt. Der Name entstammt der sorbischen Sprache und bedeutet so viel wie gerodeter Baum. Im Jahr 1445 gab es elf Bauernhöfe. In früherer Zeit gab es im Ort drei Großbrände. Der letzte Großbrand war am 15. April 1717. Bis auf zwei Höfe brannte alles andere ab.
Goldschau gehörte zum wettinischen Amt Altenburg, welches ab dem 16. Jahrhundert aufgrund mehrerer Teilungen im Lauf seines Bestehens unter der Hoheit folgender Ernestinischer Herzogtümer stand: Herzogtum Sachsen (1554 bis 1572), Herzogtum Sachsen-Weimar (1572 bis 1603), Herzogtum Sachsen-Altenburg (1603 bis 1672), Herzogtum Sachsen-Gotha-Altenburg (1672 bis 1826). Bei der Neuordnung der Ernestinischen Herzogtümer im Jahr 1826 kam der Ort wiederum zum Herzogtum Sachsen-Altenburg.
Nach der Verwaltungsreform im Herzogtum gehörte er bezüglich der Verwaltung zum Ostkreis (bis 1900) bzw. zum Landratsamt Altenburg (ab 1900). Das Dorf gehörte ab 1918 zum Freistaat Sachsen-Altenburg, der 1920 im Land Thüringen aufging. 1922 kam es zum Landkreis Altenburg.
Am 1. Juli 1950 wurde Goldschau nach Podelwitz eingemeindet. Im Jahr 1953 wurde die LPG Bundschuh gegründet, die sich 1957 der Podelwitzer LPG anschloss. Bei der zweiten Kreisreform in der DDR wurden 1952 die bestehenden Länder aufgelöst und die Landkreise neu zugeschnitten. Somit kam Goldschau als Ortsteil der Gemeinde Podelwitz mit dem Kreis Schmölln an den Bezirk Leipzig, der seit 1990 als Landkreis Schmölln zu Thüringen gehörte und 1994 im Landkreis Altenburger Land aufging. Mit dem Aufgehen der Gemeinde Podelwitz in der Einheitsgemeinde Saara wurde Goldschau am 1. Januar 1996 ein Ortsteil dieser Gemeinde, bis diese wiederum am 31. Dezember 2012 zu Nobitz kam.